# Кендіс Сванепул
Ке́ндіс С'ю́зан Сва́непу́л (англ. і афр. Candice Swanepoel, англійська вимова МФА: [ˈswɒnəpuːl], вимова африкаанс [svanɛˈpul]; нар. 20 жовтня 1988, Муї-Рівер, Наталь, ПАР) — південноафриканська супермодель. 2012 року потрапила до списку 10 найвисокооплачуваніших моделей журналу «Форбс».

## Ранні роки
Народилася в містечку Муї-Рівер, в провінції Наталь в ПАР у африканській сім'ї нідерландського походження. Виросла на фермі, говорила, що в дитинстві була «шибеником», і виконувала роботу по дому на молочно-м'ясній фермі своєї родини. 
У 15 років отримала пропозицію від агента, коли ходила за покупками на ринку з матір'ю в Дурбані. Тоді вона навчалася в коледжі Святої Анни, де знайшла друзів і потенціал до освіти. У 16 років отримувала все більше пропозицій моделінгу по всій Європі. Після двох років подорожей між Парижем, Міланом, Лондоном і Південною Африкою переїхала до Нью-Йорка, щоб працювати моделлю повний робочий день.

## Кар'єра
Резюме Кендіс Сванепул включає обкладинки для австралійської, бразильської, мексиканської, грецької, іспанської, португальської, японської та італійської версій журналу Vogue, бразильської, англійської, німецької та південноафриканської версій журналу ELLE, англійської, південноафриканської, румунської, мексиканської та китайської версій GQ, турецької, іспанської, чеської та аргентинської версій Harper's Bazaar, i-D, Lush, Ocean Drive (США) та реклами для Nike, Diesel, Guess?, Tommy Hilfiger, Tom Ford, Prabal Gurung, Swarovski, Colcci, True Religion, Ralph Lauren, Miu Miu, Juicy Couture і Versace. 
Також Сванепул брала участь у показах Tommy Hilfiger, Dolce and Gabbana, Michael Kors, Donna Karan, Giambattista Valli, Jason Wu, Prabal Gurung, Rag & Bone, Oscar de la Renta, Fendi, Chanel, Elie Saab, Diane von Fürstenberg, Sportmax, Betsey Johnson, Stella McCartney, Viktor and Rolf, Givenchy, Jean Paul Gaultier, Christian Dior, Blumarine і для багатьох інших дизайнерів.
З 2007 року працює з Victoria's Secret. Перша модель Victoria's Secret з Південно-Африканської Республіки. Вона з'являлася в рекламах нижньої білизни і на додаток до цього була моделлю каталогу SWIM 2010 року, разом з Ліндсі Еллінгсон, Роузі Гантінгтон-Вайтлі, Бехаті Прінслу і Ерін Гезертон. У 2010 році Сванепул стала «ангелом» Victoria's Secret. Вона також була моделлю для лінії купальників 2010 від Кардашян, 12 серпня 2010 року Сванепул офіційно відкрила перший магазин Victoria's Secret в Канаді, в Західному торговому центрі Едмонтона. 
В 2012 році зайняла 10 місце в рейтингу найвисокооплачуваніших моделей світу журналу Forbes з 3,1 млн доларів США.
У 2013 році була названа моделлю обкладинки каталогу Victoria's Secret. Кендіс Сванепул була обрана для «Fantasy Bra» в 2013 у Victoria's Secret Fashion Show. Бюстгальтер коштував 10 млн доларів, бра та пояс були прикрашені понад 4200 дорогоцінними каменями в золоті 750 проби з 52-каратним рубіном у центрі. «Royal Fantasy Bra» був найдорожчим «Fantasy Bra» з 2005 «Sexy Splendor Fantasy Bra», який був створений для Жизель Бюндхен.
У січні 2018 року Сванепул стала найвисокооплачуванішоою моделлю, яка демонструє нижню білизну і купальники в соціальній мережі «Інстаграм». За даними рейтингу білизняного бренду BlueBella, модель із 11,8 млн підпісників заробляла $70 тисяч за один рекламний пост.
У травні 2020 року знялася топлес у рекламній кампанії бренду Victoria's Secret.
У червні 2020 року разом з іншими моделями стала учасницею благодійної акції британської версії журналу Vogue: Сванепул знялася топлес перед дзеркалом, прикривши груди невеликою чорною сумкою від Chanel.

## Особисте життя
Сванепул вільно володіє португальською мовою, яку вивчила, зустрічаючись з бразильською моделлю Германом Ніколлі з 17 років (2005), коли вони познайомилися у Парижі. 
Вона є близькою подругою з супермоделлю Бехаті Прінслу і британською моделлю Роузі Гантінгтон-Вайтлі.
18 березня 2016 року Сванепул розповіла про свою вагітність..
Живе в Нью-Йорку.